# San Esteban (Ilocos Sur)
San Esteban ist eine Stadtgemeinde in der philippinischen Provinz 
Ilocos Sur und liegt am Südchinesischen Meer. Im Jahre 2015 lebten in dem nur 24 km² großen Gebiet 8349 Menschen, wodurch sich eine Bevölkerungsdichte von 348 Einwohnern pro km² ergibt. Das Gelände ist oft hügelig und zwischendurch flach. San Esteban besitzt an der Küste mehrere Strände und schöne Steinformationen.
San Esteban ist in folgende zehn Baranggays aufgeteilt:
- Ansad
- Apatot
- Bateria
- Cabaroan
- Cappa-Cappa
- Poblacion
- San Nicolas
- San Pablo
- San Rafael
- Villa Quirino